# Clerodendrum trichotomum
Clerodendrum trichotomum là một loài thực vật có hoa trong họ Hoa môi. Loài này được Thunb. mô tả khoa học đầu tiên năm 1784.

## Hình ảnh

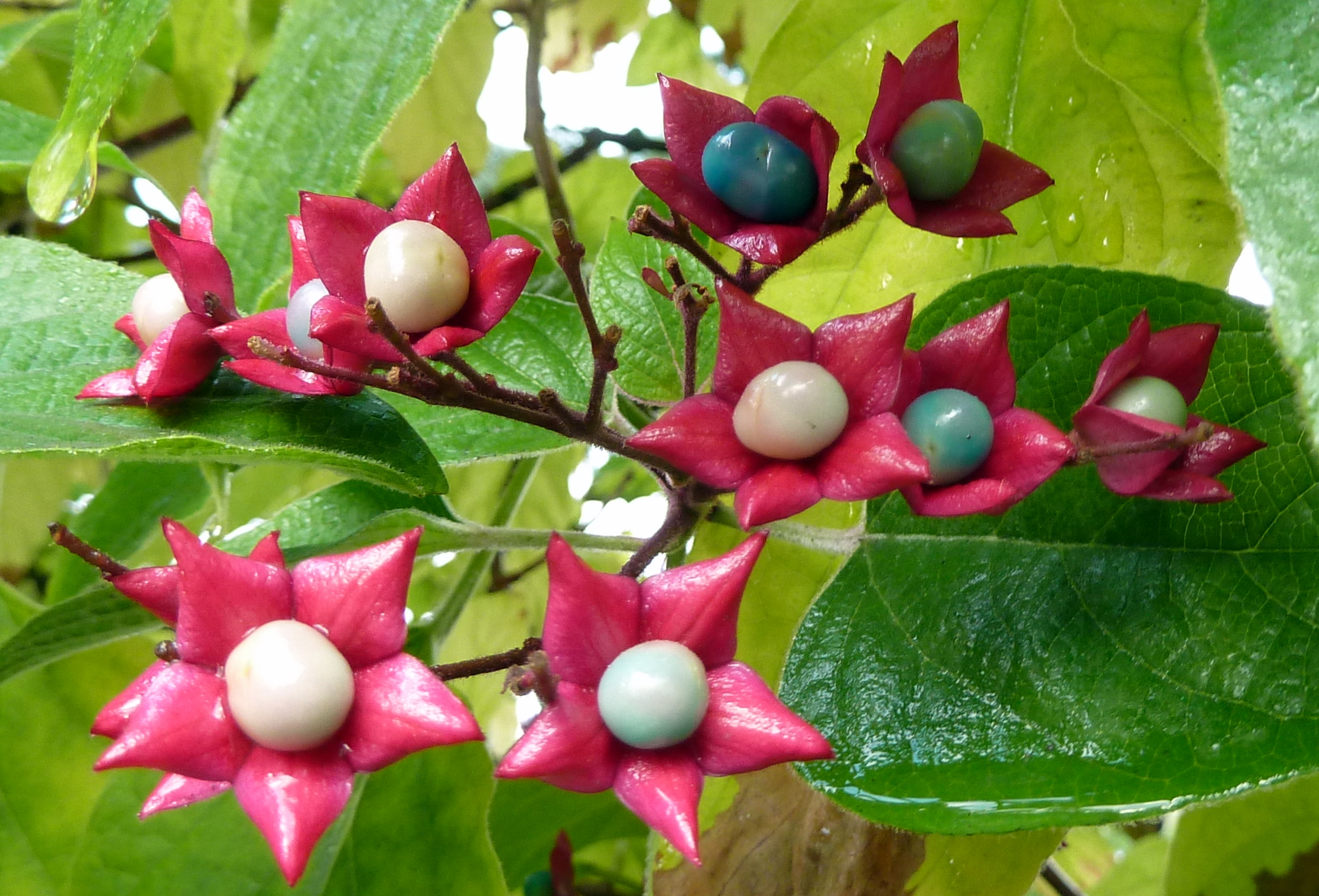
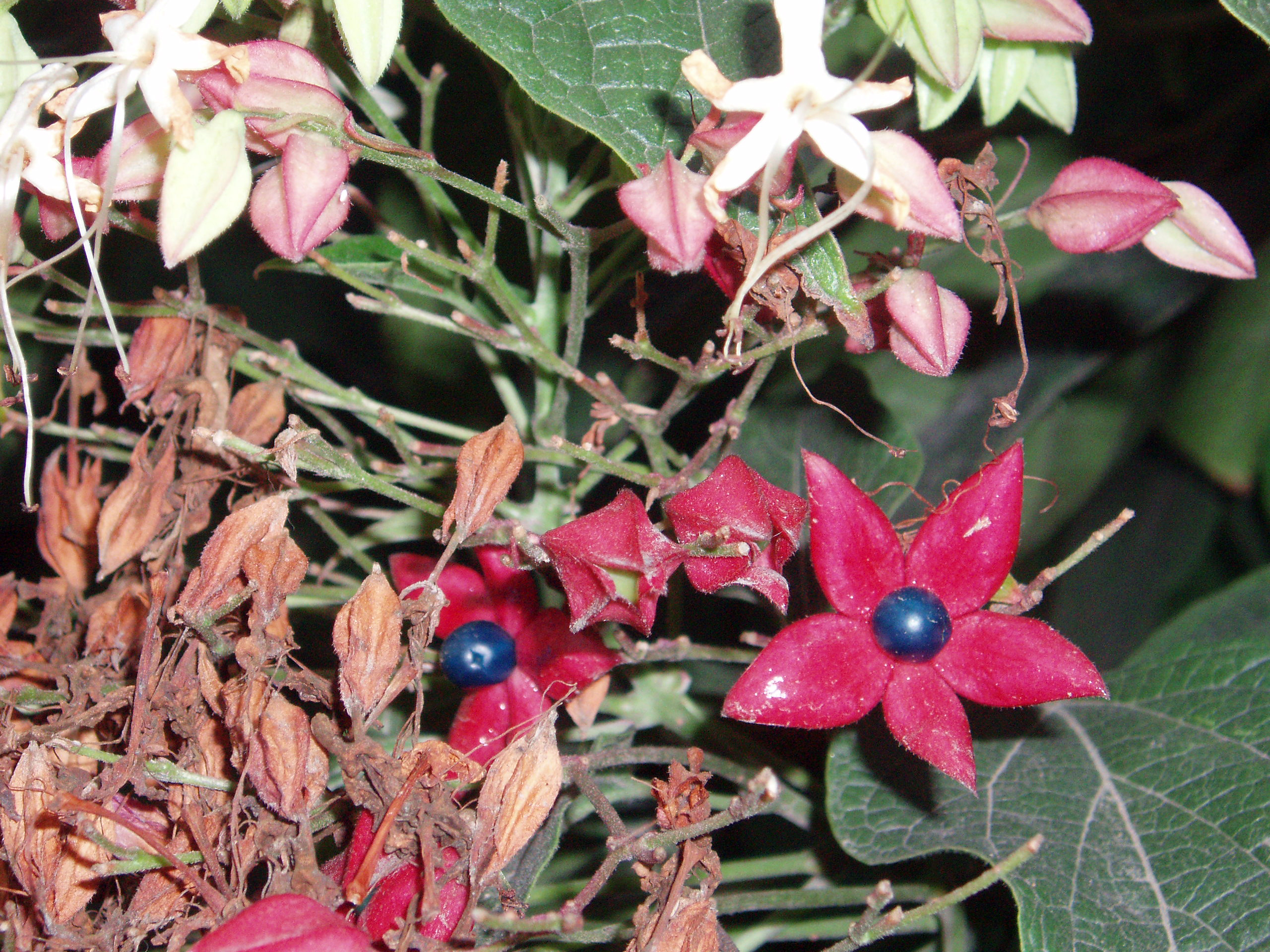
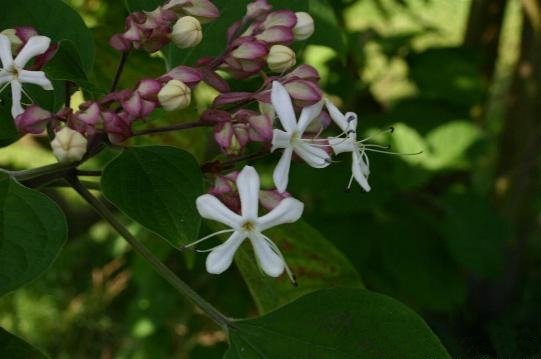
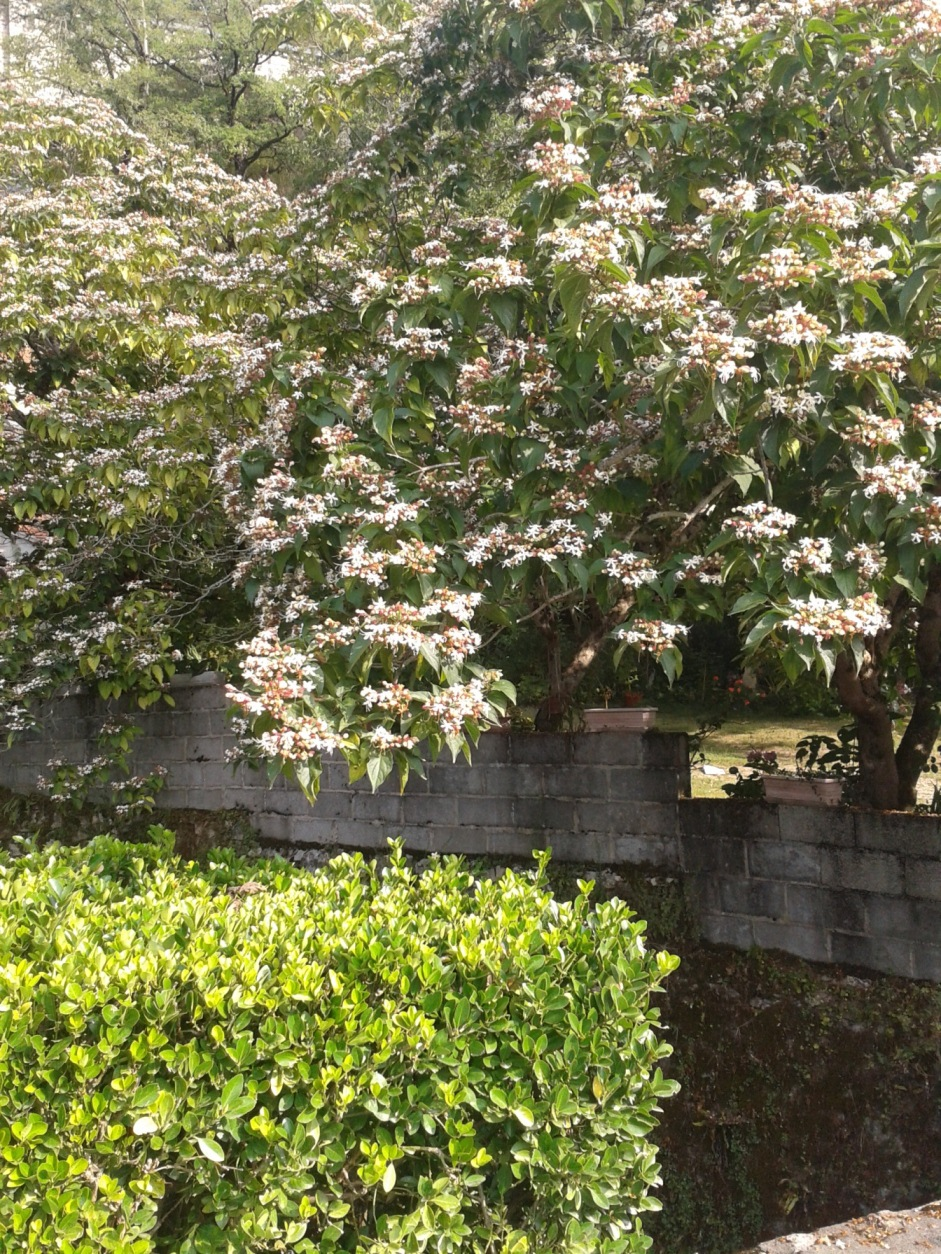